# Maurizio Cagol
Maurizio Cagol (Trento, ...) è un ex sciatore alpino, atleta e giocatore di curling italiano paralimpico.
È stato il primo sportivo paralimpico a rappresentare l'Italia ai Giochi paralimpici invernali nel 1980.

## Biografia
Trentino, amputato ad una gamba, Maurizio Cagol iniziò a praticare lo sci alpino paralimpico da autodidatta alla fine degli anni 1970. 
Prese parte a titolo individuale alle II Paralimpiadi invernali di Geilo 1980, in Norvegia, gareggiando nelle prove di slalom gigante Maschile 1A e slalom maschile 1A. Nello Slalom Gigante 1A ha concluso al 32º posto e nello Slalom 1A al 22º posto.
Ha partecipato a tre paralimpiadi invernali (Geilo 1980, Innsbruck 1984 e Innsbruck 1988) e una estiva (New York 1984).
Ha introdotto in Italia il curling in carrozzina, fondando la A.S.D. Albatros di Trento, vincitrice di diversi campionati italiani.